# Saint-Anselme (Manchester)

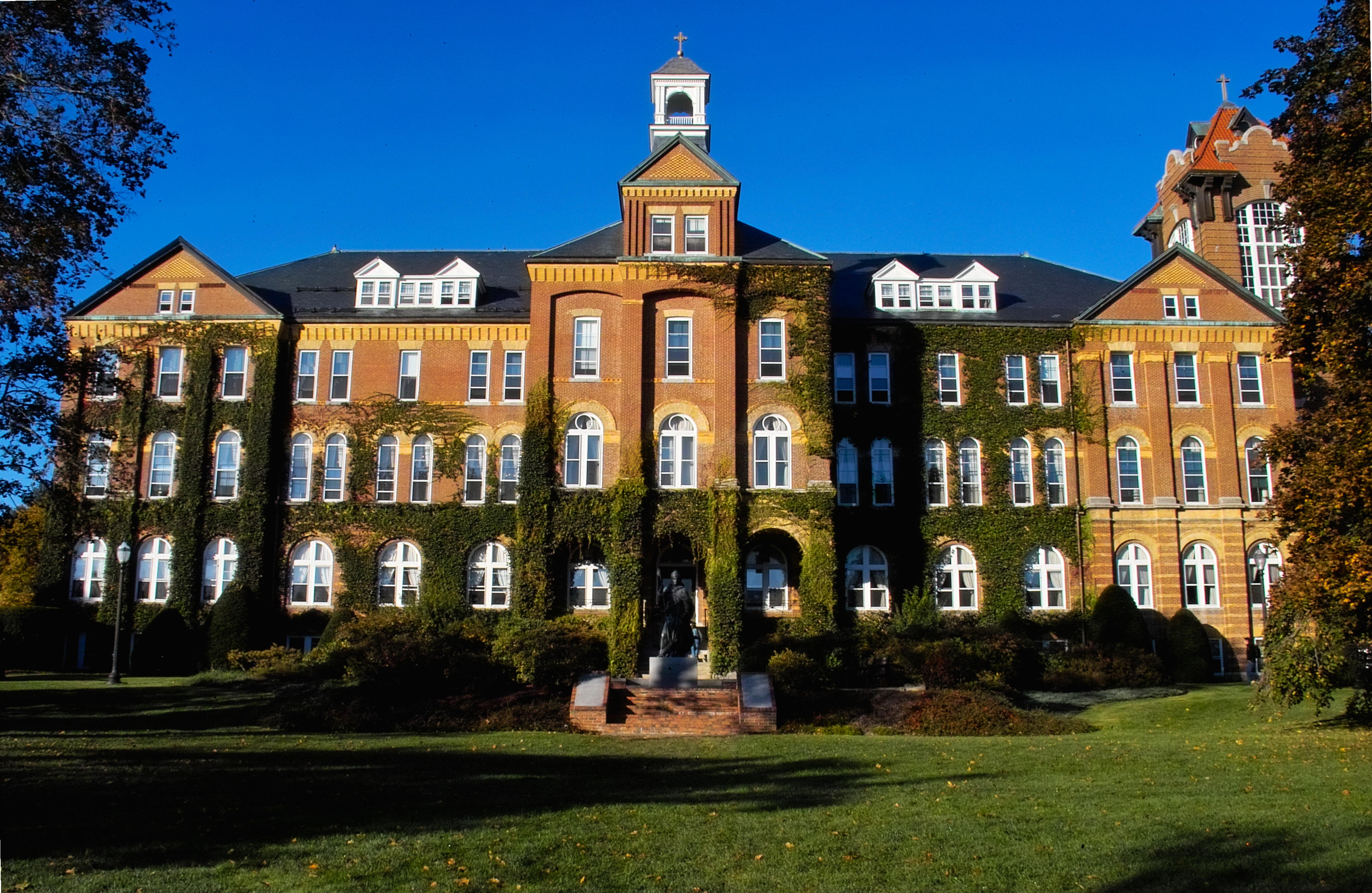
Bâtiment central de Saint-Anselme

L' abbaye Saint-Anselme, nommée en l'honneur de saint Anselme de Cantorbéry, est une abbaye bénédictine de 35 moines qui dirige un établissement d'enseignement supérieur réputé aux États-Unis à Manchester (New Hampshire).
L'abbaye et le collège universitaire ont été fondés en 1889 au sein de la congrégation américano-cassinaise. Les moines dirigent un établissement universitaire (Liberal Arts College) de 2 000 étudiants, le St. Anselm College.
L'abbaye est dirigée par le père-abbé Matthew Leavy, osb, (PhD). la communauté s'occupe aussi de la paroisse Saint-Raphaël en ville. le Collège est dirigé par le P. De Felice, osb. 

## Fondation
Les moines de St. Anselm College ont fondé une école secondaire mixte en Californie en 1957, la Woodside Priory School réputée pour son niveau.